# Abatetia robusta
Abatetia robusta  (лат.) — вид мух-зеленушек (Dolichopodidae) из подсемейства Hydrophorinae. Описан французским энтомологом Октавом Паретом в составе рода Nelsonia в 1933 году. В 1945 году Дэвид Миллер поместил этот вид, в описанный им монотипический род Abatetia. Длина тело около 3 мм. Гипопигий не расширен. Встречается в Новой Зеландии. 